# Cerro de la Luna
El Cerro de la Luna (originalmente denominado Metztepetl) es una elevación natural ubicada en el municipio de Papalotla, Tlaxcala. Se encuentra a 2264 metros sobre el nivel del mar y se eleva 70 metros desde su base. Debido a su ubicación dominante en el Valle de Tlaxcala-Puebla fue un centro ceremonial en la fase Texoloc del Valle en el periodo Clásico de la era prehispánica mexicana. Actualmente aún se conservan pequeños basamentos piramidales y se celebran festivales por el equinoccio de primavera y el ancestral Festival Cultural Atltepeihuitl.

## Ubicación
El Metztepetl se ubica en el municipio de Papalotla, Tlaxcala, muy cerca de los límites territoriales con Tenancingo. Dista 1,5 kilómetros del centro histórico de la ciudad. Viejas tradiciones orales comentaban que el cerro se encuentra unido por túneles subterráneos con la Gran Pirámide de Cholula que se encuentra a 15 kilómetros.

## Historia
Múltiples fuentes citan que originalmente el poblado actual de Papalotla se ubicaba en las laderas inmediatas del cerro. Las investigaciones de García Cook y del Instituto Nacional de Antropología e Historia determinaron que el pequeño montículo ubicado en la cima es un tecoalli menor mesoaméricano construido con retículas de adobe y piedra formada. Sobre este se realizaban múltiples rituales en los equinoccios y también el Atltepeihuitl que sobrevive hasta ahora.

## Actualidad

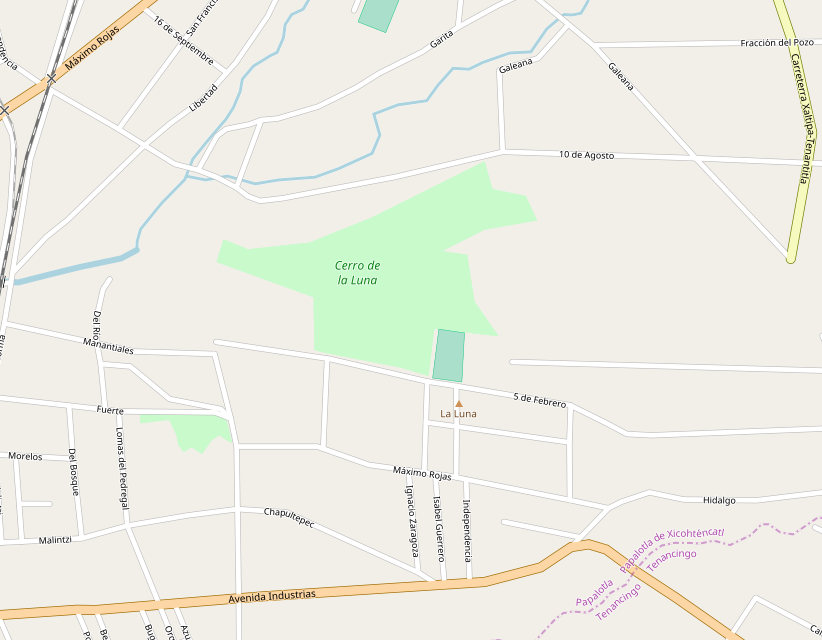
Delimitación del Parque del Cerro de la Luna

El acceso al Parque del Cerro de la Luna es gratuito y libre para todas las personas. Cuenta con un mirador para observar al Valle de Tlaxcala-Puebla. También realizan eventos deportivos y culturales. Durante el equinoccio de primavera se realiza un ritual prehispánico debido a la posición privilegiada del cerro teniendo una orientación casi perfecta con el Paso de Cortés.

### Festival Cultural Atltepeihuitl
El Festival Cultural Atltepeihuitl (también conocido como Altepeihuitl) es una festividad celebrada en la localidad de Papalotla en el estado mexicano de Tlaxcala. Su motivo original está en las creencias prehispánicas del pedimento de agua al dios del cerro y al Volcán Malintzi. Se celebra cada año en la cima del Cerro de la Luna, sin embargo ha sido movido en un par de ocasiones.

### Litigio
Desde el siglo XX el cerro ha intentado ser explotado por empresas privadas para la extracción de minerales no metálicos. Durante una época la cara oeste fue destruida hasta que la sociedad civil paró las extracciones. Ya en el siglo XXI la firma local ITISA inició un litigio para continuar con la explotación bajo la protesta de las comunidades. Finalmente el Instituto Nacional de Antropología e Historia declaró que delimitaría el sitio como centro ceremonial poniendo fin a los litigios.